# Assomada
Assomada est une ville au centre de l’île de Santiago, au Cap-Vert. C'est le siège de la municipalité (concelho) de Santa Catarina. Le 13 mai 2001, la localité a accédé au statut de ville (cidade).

## Population
Lors des recensements de 2000 et 2010, le nombre d'habitants était respectivement de 7 095 et 12 037. En 2012 il est estimé à 13 290.

## Infrastructures

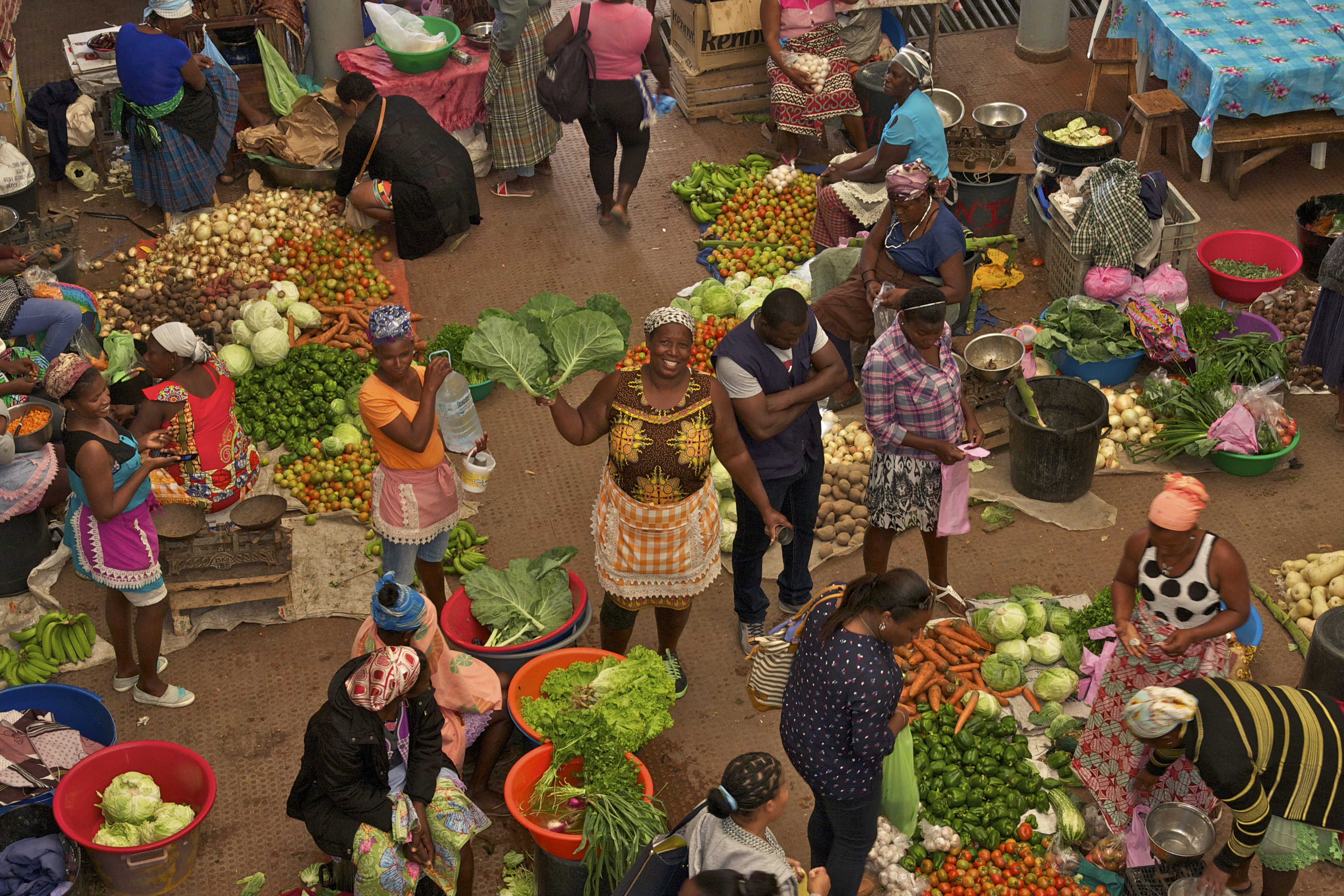
Marché d'Assomada.

Assomada est dotée d'un important marché, d'un établissement d'enseignement secondaire, le Liceu Amílcar Cabral et d’un campus de l’université de Santiago.
Assomada  est traversée par la route EN1-ST01.
L'ancien musée consacré à la tabanka (Museu da Tabanka) a été transformé en centre culturel polyvalent, le Centro Cultural Norberto Tavares (CCNT), ainsi nommé en hommage au compositeur Norberto Tavares, décédé le 26 décembre 2010.

## Patrimoine

### Église Nossa Senhora de Fátima
Restaurée et agrandie, l'église Nossa Senhora de Fátima a été inaugurée en 2008 en présence de l'évêque de Santiago, du Premier Ministre et du ministre de la Culture. Pouvant accueillir jusqu'à 1 200 personnes, elle a bénéficié de l'intervention de plusieurs peintres et sculpteurs cap-verdiens.

## Personnalités nées à Assomada
- Orlanda Amarílis (1924-), écrivain
- DR. JOSE MARIA NEVES, premier Ministre du CAP VERT
- DR. VICTOR BARBOSA, Ministre des affaires étrangères
- Gustavo MONTEIRO, homme politique